# 过姓
过姓是个古老而又少见的漢姓。主要分布在中國江蘇苏锡常地区和浙江嵊州、海盐，特别是无锡、苏州。
《风俗通》：“过国，夏诸侯，后因以为氏，望出高平”。意为：夏朝有一个小诸侯国叫过国，在今山东省莱州，因故国被灭，后人以国为姓。郡出宁夏高平。
《锡山过氏世谱》记载：“宋高宗南渡，过孟玉自和阳护驾有功，使尚逍遥郡主，赐第无锡"。
过氏家族在江南地区以無錫锡山八士桥为中心，向周边苏锡常地区辐射。

## 名人
- 过百龄：明代围棋国手。
- 过龙
- 过养默：近代建筑师
- 过探先：教育家、农学家。
- 过旭初：围棋棋手
- 过惕生：围棋棋手
- 过鉴清
- 過小寧
- 過增元：物理学家。
- 過智溢
- 过国亮：记者。
- 过彤：中国媒体人，央视创造传媒总经理。
- 過俊男：中華民國空軍飛行員。

## 外部連結
[在维基数据编辑]
 《欽定古今圖書集成·明倫彙編·氏族典·過姓部》，出自陈梦雷《古今圖書集成》